# دی‌پی شیر
دی‌پی شیر یک ستاره است که در صورت فلکی شیر قرار دارد.